# سید مهدی طباطبایی (سیاستمدار)
سید مهدی طباطبایی (زادهٔ ۱۳۳۳ در آباده) نمایندهٔ حوزهٔ انتخابیهٔ آباده، بوانات و خرم‌بید در دورهٔ ششم مجلس شورای اسلامی بوده‌است.